# ビリー (雑誌)
『Billy』（月刊ビリー）は、白夜書房が1981年から1985年まで発行していたポルノ雑誌。キャッチコピーは「スーパー変態マガジン」。
スカトロから死体・獣姦・SM・児童買春・切腹マニア・幼児プレイ・ロリコン・ドラッグ・シーメール・アナルマニア・フリークス・ボンデージ・フィストファックまで豪華なラインナップで綴る悪趣味の限りを尽くした日本を代表する伝説的変態総合雑誌であり、鬼畜系と呼ばれるエロ本の草分けとして名実ともにエログロ雑誌の一時代を築き上げた。
本項では同誌の後継誌『Billyボーイ』についても扱う。

## 概要
1981年6月創刊。元々本誌は高橋という白夜書房の新入社員が「芸能雑誌を作りたい」という一言から始まった雑誌で、当初はその後の路線からは想像が付かない位に至って普通の真面目な芸能インタビュー雑誌だった。誌名はガンマンのビリー・ザ・キッド、ジャズ歌手のビリー・ホリデー、ピアニストのビリー・ジョエルの3人のインパクトある生き方に共感して「新しいインタビュー雑誌を作ろうとした」のが由来と元編集長の中沢慎一は述べている。
しかし、白夜書房の返本記録率を作るほどの売れ行き不振（返本率が7～8割を超えたという）から半年足らずで大幅に路線変更となり、責任を感じた高橋は雑誌から降板。初代『ビリー』も3号で休刊した。その後、本誌は1981年12月号よりB5判型からA4判型になって復刊するが、それでも当初は思うように部数が伸びなかったという。この頃、本誌の下請けになった編集プロダクション「VIC出版」の小林小太郎が実質的な編集権を主導、1982年2月号より変態路線に誌面刷新し「排泄系ビニ本特集」を組む。さらに同年3月号からは「スーパー変態マガジン」（のちに「変態」がひらがなの「へんたい」になる）をキャッチフレーズにスカトロ特集を組むなど国内のサブカル史に名前を残す伝説の変態雑誌に変貌を遂げた。さらに同年5月号から小林小太郎主導で死体写真を初めて誌面に掲載し、最盛期には7万部を超えた。以後『ビリー』はこの路線で独走することになる。なお、同誌の路線変更の経緯は白夜書房から同時期に刊行されていた『ヘイ!バディー』『漫画ブリッコ』がロリコン雑誌に転向した経緯とよく似ている。
その後、スーパー変態マガジンになってからは返本率が2割にまで下がり、その先鋭的な編集方針は当時のサブカル・アングラ界隈にも少なからぬ認知度と知名度、足跡を残した。また石野卓球、大槻ケンヂ、ピエール瀧、山田花子、掟ポルシェ、ハヤシらサブカル系の著名人も学生時代に本誌から絶大な影響を受けたことを後に語っている。。
ちなみに当時の一般的なエロ本は撮り下ろしのヌード写真が主体であったが、本誌ではライターによる読み物などサブカルチャー系の記事・情報が非常に充実していた。元編集長の中沢慎一によれば「売れない雑誌を引き継いだわけだから、いかに安く作るかを考えて、ライターに原稿料を払った方が面白いものが出来ると思った」とのことで、コストが掛かる撮り下ろしのヌードを出来るだけ減らし、代わりに低予算で済む読み物の記事を充実させたのだという。結果的に本誌は「活字の多いエロ本」の草分けとなり、1980年代以降のエロ本界に変革をもたらすことに繋がった。
ちなみに編集発行人の名義は中沢慎一だが、実質的な編集は前述の経緯から小林小太郎とされ、同誌で編集や執筆を行った永山薫は「（小林が）実質的に変態版『ビリー』の初代編集長」と語っている。一方で小林はインタビューで「死体とかグロなもんについては素人ですよ。『Billy』以前は死体写真に対する興味はゼロだった。平口広美さんのところで死体写真集を見たときに、これはいけるってピンときたけど、その後も特別な愛着はない。でも載せるとかえって周りが盛り上がっちゃってね。読者の方が絶対詳しいですよ。でもどうせやるのなら人間の中にあるヘンなものを全部暴き出すところまでやりたかった」と回想しており、別段自身に変態的な特性は無かったとしている。また小林によれば読者アンケート人気を一切無視した編集方針をとっていたようで「読者に主導権は渡さない、向こう主導になると終わりだと思ってやってた」とも後に語っている。

### 廃刊
当時の白夜書房では本誌以外にも末井昭編集の写真雑誌『写真時代』や高桑常寿編集のロリコン雑誌『ヘイ!バディー』などアングラ寄りでサブカルチャー色の強い過激なエロ本が人気を博していた。しかし「スーパー変態マガジン」を自称する本誌はその名の通り人の殺し方、美味しいうんこの食べ方、切腹マニアによる腹の切り方、変態写真投稿コーナーなど殆ど変態総合雑誌の様相を呈しており、エロ本とはいえ商業誌としては当時でも余りに斬新な異端ネタが満載であった。当然3誌とも都条例の不健全図書指定に幾度となく引っかかっており、その中でも同誌は当局の警告を度々受けていた。
結局『ビリー』は1984年11月号が都条例の不健全図書に指定され、やむなく休刊するも、同年12月号より『Billyボーイ』として新創刊する。『Billyボーイ』は『ビリー』を青年向けにライトにシフトした装いだったが、全く内容が変わっておらず、条例違反により1985年8月号をもって無事廃刊となった。廃刊に寄せて同誌編集者の吉武政宏は「売れなくて廃刊になるなら納得もできるが、都条例第8条に連続2回ひっかかるという最悪の事態。不健全図書として今後の発売の見通しが悪く、あえなく廃刊することに決定しました。長い間ビリーを愛読してくれた皆さん、ありがとう」と編集後記で語っている。以来、白夜書房は変態そのものをコンセプトにした雑誌を出していない。また、休刊後、吉武政宏は『楽しい熱帯魚』を創刊し、編集長に就任している。
時期を同じくして白夜書房のロリコン雑誌『ロリコンランド8』（『ヘイ!バディー』1985年9月号増刊）が猥褻図画頒布の容疑で摘発され、発禁処分となる。その後『ヘイ!バディー』本誌も「少女のワレメが出せなくなった」ことを理由に1985年11月号をもって廃刊となった。ちなみに高桑常寿編集長の最後の言葉は「ロリコン＝ワレメでワレメが見えないロリコン雑誌はもはやロリコン雑誌ではありません」である。
『ビリー』『ヘイ!バディー』の両誌に寄稿していた青山正明は2誌廃刊の最たる理由として「失敗したのはA4のグラフ誌であんなことやっちゃったっていう。やっぱり目立ちますからね。目立つところに置かれちゃうし、それで当局に目をつけられて、過激なことができなくなった」と指摘している。その後、エログロナンセンス文化の受け皿であったエロ本は80年代後半以降、ロリコン・美少女路線に押され、鬼畜系は不毛の時代が続いたという。
なお荒木経惟、森山大道、渡辺和博、糸井重里、上野昻志、南伸坊、高杉弾、岡崎京子、赤瀬川原平らが作品を発表していた末井昭の『写真時代』は『ビリー』『ヘイ!バディー』廃刊後も唯一生き残り刊行が継続されたが、荒木らの過激な表現で警視庁から数々の呼び出し注意を受けた末「被写体の女性のパンティの食い込みが激しすぎて女性器が見えそうだった」ため1988年に回収処分を命ぜられ、そのまま廃刊に追い込まれた（『写真時代』については末井昭編集長の自伝小説『素敵なダイナマイトスキャンダル』に詳しい）。

### 『Billy』の後継誌
『Billyボーイ』廃刊後、同誌編集部が中心となって創刊した『Crash』（白夜書房、1985年 - 1997年）が事実上の後継誌とされている。また小林小太郎は後に90年代版『ビリー』を標榜した隔月刊ポルノ雑誌『TOO NEGATIVE』（吐夢書房、1994年 - 2000年）を創刊。同誌ではトレヴァー・ブラウンを起用し、死体写真家の釣崎清隆を輩出するなど大きな功績を残した。一方、青山正明は鬼畜系ムック『危ない1号』（データハウス、1995年 - 1999年）を創刊し、同誌は世紀末の日本に鬼畜ブーム・悪趣味ブームを巻き起こす起爆剤の役割を果たすことになる。

## 後世の評価
『ビリー』最大の功績は変態性欲から一切の美学や思想を排して即物的に扱ったことにあったという。本誌で記事を書いていた下川耿史は『ビリー』の魅力について「死体をアートに見せようとか、スカトロに文化史的な意味を見いだそう、なんていうことをこれっぽっちも考えなかった点がすばらしい」と語っており、同様に永山薫も「『ビリー』がすごかったのはコンテキストさえ変えちゃえば文化になるようなことを、文化にしないでやってたっていうこと。それがやっぱり面白いと思うんですよ」と述懐している。これについて編集長の中沢慎一も「見せ物に撤していましたね。気取ったり、媚びたりしないで、実際あるものをそのまま見せ付けた雑誌でした」と当時を振り返っている。
つまり本誌が真の意味で異端であったのは、単に死体写真や変態写真が大量に載っているからではなく、それまで一部のインテリ層のみが高踏趣味として触れてきた悪趣味文化を中学生でも楽しめるエンターテインメントとして取り上げたオルタナティヴな視点にあった。もちろん同誌が登場する以前から悪趣味を扇情的に取り上げた雑誌はあったものの、大抵は自販機本やミニコミ誌などの片隅にひっそりと掲載されている程度で特段目立つものでもなかった。また、それ以外の場合だとペヨトル工房の『夜想』「屍体」特集をはじめ耽美的ないし法医学的な観点から取り扱われることがほとんどだったため、当時の出版業界には変態や悪趣味など鬼畜系サブカルチャーが商業的に成功するだけの力場を持ちあわせていなかったのである。
本誌について白夜書房出身の風俗ライター・ラッシャーみよしは「ウンコだSMだフィストファックだ死体だ奇形だ。言ってみれば『クイックジャパン』と『危ない1号』と『GON!』を全部ぶっこんだような雑誌」「もっとも『危ない1号』の青山正明編集長はこの頃の白夜書房のメイン・ライターだけど。それはともかく『ビリー』の衝撃というのは他に似た雑誌がなかっただけにものすごいもので、毎月、毎月、うひゃあとか、こんなんありィみたいな感動にうちふるえていたわけさ」と後年回想している。

## 路線変更の経緯
戦後日本の変態文化のルーツとなった『ビリー』が変態路線に移る経緯には中沢慎一と小林小太郎の間で二通りの説明がなされている。
編集発行人の中沢慎一によれば「その頃ね、変態写真があったの。結果的に下請けとして組むことになるVIC出版にオシッコ物とか変態物のビニ本の写真があったのよ。ただ裸の写真載せても売れないだろうっ、てんで変態雑誌にチェンジしたの」と証言しており、一方で実質編集長だったVIC出版の小林小太郎は「漫画家の平口広美さんと親しかった中沢さんが、彼にインタビューしてやってくれって言うわけ。（中略）終わった後の雑談で『最近何か面白いことありました?』『死体写真集が手に入った』って。何か、南伸坊さんから頂いたらしいんだけどね。で、平口さんからそれを見せてもらった、その瞬間だよ。あ、これだ、って。いけるぞ、って」と証言している。
総括するとVIC出版が編集していたビニ本の変態写真にヒントを得た中沢が変態のコンセプトを雑誌に打ち出し、同誌に死体写真を載せるなどして鬼畜系／ゲテモノ路線を加速させたのは小林ということになる。後に小林は「今でもやっぱりあれに似た雑誌って無いね。ほんとに好き勝手に作ってたんだよね。あの視点ってのは俺、今も変わってないよ。よくやらせてくれたよね。でも、後で分かったんだけど『何やってもいいよ』って中沢さんが言ってくれたのは、その頃白夜が経営ヤバくて、もう開き直ってたってことらしいよ。でもそのおかげで『Billy』が誕生して、最終的には7万部いってたんだから、驚異的だよね、ああいう内容でさ」と回想している。
また同誌誕生の経緯には「売れない雑誌をいかに安く面白く作るか」という試行錯誤と「凄ければなんでもあり、面白ければそれでいい」というインパクト重視の基本姿勢が前提にあり、たまたまインパクトの強いものとして取り上げたものが「変態」「死体」「排泄」「切腹」「殺人」「獣姦」などであったという。そして、それらの企画を全承諾した中沢編集長の無頓着な性格と白夜書房（当時）の無節操な体質が功を奏して、ここに日本雑誌史上最低最悪の変態雑誌が爆誕したのである。

## 関連雑誌
- Jam
- HEAVEN
- 写真時代
- ヘイ!バディー
- ビデオ・ザ・ワールド
- ウィークエンドスーパー
- TOO NEGATIVE
- 危ない1号

## 関連人物
- 中沢慎一 - 編集発行人
- 小林小太郎 - 編集長
- 青山正明 - 編集者
- 石野卓球 - 読者
- 大槻ケンヂ - 読者
- ハヤシヒロユキ - 読者
- マークマザーズボー - 読者
- 釣崎清隆 - 死体写真家
- 友成純一 - 官能小説家
- 永山薫 - 編集者
- 山崎春美 - 編集者
- 東良美季 - 編集者
- 中野D児 - 編集者
- ハニー白熊 - AVライター
- ラッシャーみよし - 風俗ライター
- THE CRAZY SKB - 殺害塩化ビニール社長